# Беликов, Иван Александрович (футболист, 2004)
Ива́н Алекса́ндрович Бе́ликов (род. 25 июля 2004, Луганск) — российский и украинский футболист, защитник клуба «Балтика».

## Биография
Родился в Луганске.
Воспитанник луганской ЛВУФК.
В июле 2020 года перешёл в луганский «Далевец», выступающий в чемпионате ЛНР.
В начале 2021 года пополнил состав любительского клуба «Строитель».
В сезоне 2022 с клубом стал победителем чемпионата Ростовской области. Также в сезоне 2023 занял 1-е место в группе ЮФО/СКФО Третьего дивизиона (ЛФК) и вышел во Вторую лигу (дивизион «Б»).
31 марта 2024 года в матче Второй лиги (дивизион «Б») против ялтинского «Рубина» дебютировал в профессиональном футболе за «Строитель».
1 марта 2025 года присоединился к «Твери».
28 июля 2025 года подписал контракт с клубом «Балтика». 3 августа 2025 года в матче против «Оренбурга» дебютировал в РПЛ.

## Статистика выступлений
| Выступление      | Выступление       | Выступление      | Лига | Лига | Кубки | Кубки | Итого | Итого |
| Клуб             | Лига              | Сезон            | Игры | Голы | Игры  | Голы  | Игры  | Голы  |
| ---------------- | ----------------- | ---------------- | ---- | ---- | ----- | ----- | ----- | ----- |
| Строитель        | Вторая лига («Б») | 2024             | 26   | 0    | 1     | 0     | 27    | 0     |
| Строитель        | Итого             | Итого            | 26   | 0    | 1     | 0     | 27    | 0     |
| Тверь            | Вторая лига («Б») | 2025             | 12   | 1    | 0     | 0     | 12    | 1     |
| Тверь            | Итого             | Итого            | 12   | 1    | 0     | 0     | 12    | 1     |
| Балтика          | РПЛ               | 2025/26          | 1    | 0    | 2     | 0     | 3     | 0     |
| Балтика          | Итого             | Итого            | 1    | 0    | 2     | 0     | 3     | 0     |
| → Балтика-2      | Вторая лига («Б») | 2025             | 2    | 0    | —     | —     | 2     | 0     |
| → Балтика-2      | Итого             | Итого            | 2    | 0    | —     | —     | 2     | 0     |
| Всего за карьеру | Всего за карьеру  | Всего за карьеру | 41   | 1    | 3     | 0     | 44    | 1     |